# Parashiela
Parashiela is een geslacht van weekdieren uit de klasse van de Gastropoda (slakken).

## Soorten
- Parashiela ambulata Laseron, 1956
- Parashiela beetsi Ladd, 1966
- Parashiela invisibilis (Hedley, 1899)